# Khamphuang Choummaly
Khamphuang Choummaly là một chính trị gia người Lào. Ông là đảng viên Đảng Nhân dân Cách mạng Lào. Ông là đại biểu Quốc hội Lào đại diện cho thành phố Viêng Chăn (Khu vực 1).